# Mediomastus capensis
Mediomastus capensis é uma espécie de anelídeo pertencente à família Capitellidae.
A autoridade científica da espécie é Day, tendo sido descrita no ano de 1961.
Trata-se de uma espécie presente no território português, incluindo a sua zona económica exclusiva.